# 에켈 인더스트리스
에켈 인더스트리스(영어: Eckel Industries Ltd)는 미국과 캐나다에 본사를 둔 70년 가까이 음향 소음제어 산업을 이끌고 있는 글로벌 회사이다. 에켈 인더스트리스는 무향실의 설계와 건설, 각종 표준 및 맞춤형 소음 제어 솔루션, 제품과 시스템을 제공한다. 무향실외 주 생산 제품으로는 의료산업을 위한 음향 부스, 음향 스위트부터 체육관, 수영장, 공연장, 공장 등의 소음감소를 위한 15개 이상의 많은 종류의 어쿠스틱 방음 판넬, 음악산업을 위한 스튜디오 설계 및 제작 등을 제공한다.
주요 고객들은 전세계에 퍼져있으며 다양한 분야의 사업체를 고객으로 두고 있다. 한국에서의 주요사업으로는 음향, 방음 부스등을 방음 규제가 까다로운 외국인 관련시설에 납품, 설치 하는 것으로 알려져 있다. 에켈 인더스트리스는 Eckel Noise Control Technologies 라고 불리기도 한다.
2014년 에켈 인더스트리스는 미국의 대표기업 마이크로소프트와 협업해 세계에서 가장 조용한 무반향실을 제작했으며 지구상에서 가장 조용한 장소로 기네스 세계 기록을 갱신했다.